# Río de Janeiro (subte de Buenos Aires)
Río de Janeiro es una estación de la línea A del Subte de Buenos Aires.

## Ubicación
Está ubicada debajo de la Avenida Rivadavia, en su intersección con la Avenida La Plata y la calle Río de Janeiro, en el límite de los barrios porteños de Almagro y Caballito.

## Historia
Esta estación pertenece al segundo tramo de la línea inaugurado el 1 de abril de 1914, que unía esta estación y la estación Plaza de Mayo.
Su nombre se debe a la calle aledaña a la estación, que lleva el nombre de la ciudad brasileña.

## Hitos urbanos
- Parque Rivadavia
- Hospital Municipal de Odontología Dr. José Dueñas
- Parque Centenario
- Escuela ORT sede Almagro
- Escuela de Educación Media N.º 1
- Escuela de Comercio N.º 19 Juan Montalvo
- Escuela Primaria Común N.º 3 Primera Junta
- Escuela Primaria Común N.º 9 Florentino Ameghino
- Escuela Primaria Común N.º 11 Presidente Marcelo T. de Alvear
- Escuela Primaria Común N.º 16 José María Ramos Mejía
- Escuela Primaria Común N.º 23 Manuel Belgrano
- Teatro Gastón Barral
- Palacio Raggio

Además en las cercanías de la estación empieza la zona comercial de Caballito.

## Imágenes

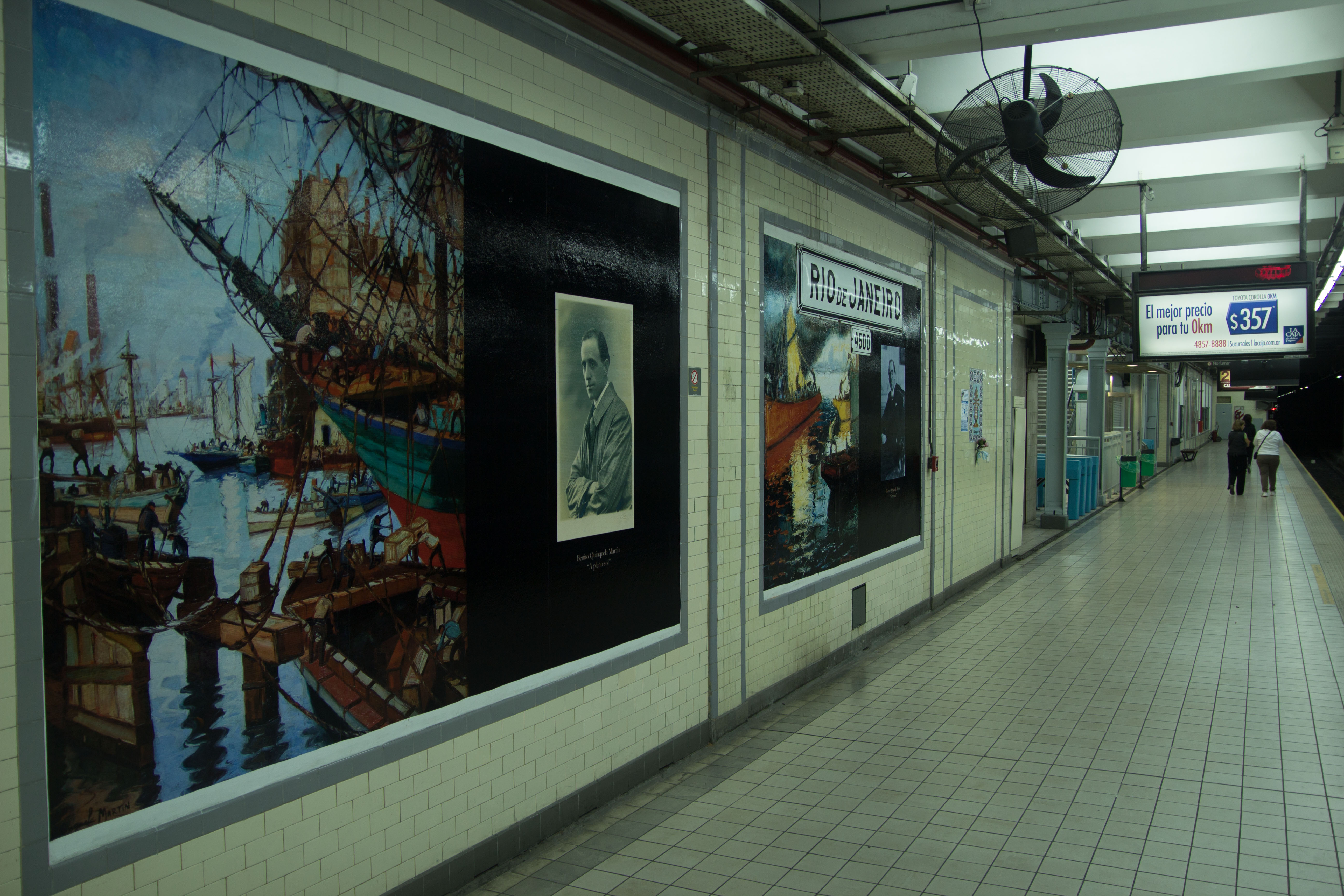
Vista del andén
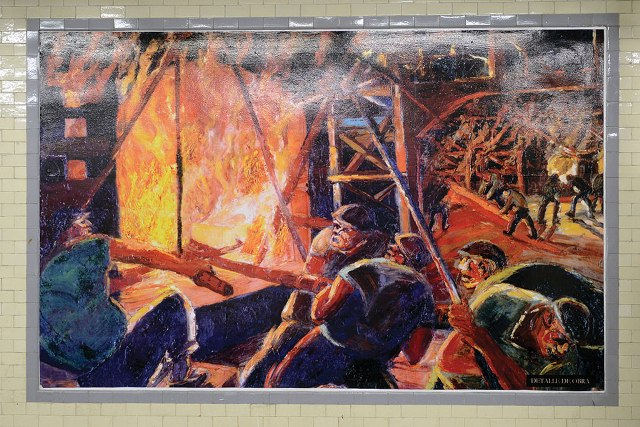
Mural empotrado
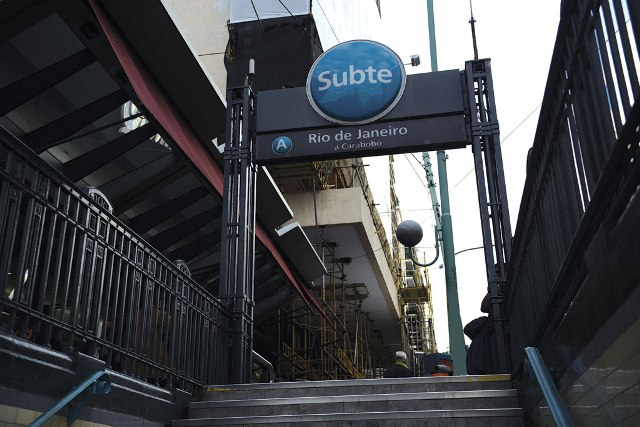
Salida al exterior